# Luciano Castellini
Luciano Castellini (ur. 12 grudnia 1945 w Mediolanie) w latach 70. czołowy włoski bramkarz. 
Podczas kariery piłkarskiej grał w A.C. Monza Brianza 1912 (1965–1970), AC Torino (1970–1978) i SSC Napoli (1978–1985). Członek reprezentacji Włoch podczas mistrzostw świata w 1974.
Z Torino mistrz Włoch 1976, zdobywca Pucharu Włoch 1971.
Po zakończeniu kariery piłkarskiej, trener bramkarzy m.in. w Interze Mediolan.
Tymczasowy trener Interu w 1997, 1999 roku.